# Llibre dels fets
 (juin 2025).
Si vous disposez d'ouvrages ou d'articles de référence ou si vous connaissez des sites web de qualité traitant du thème abordé ici, merci de compléter l'article en donnant les références utiles à sa vérifiabilité et en les liant à la section « Notes et références ».
Le Llibre dels feits ou Llibre dels feyts (Llibre dels fets en catalan moderne), dont le titre complet est Llibre dels feits del rei en Jacme (qu'on peut traduire Livre des actions du roi Jacques), également appelé Chronique de Jacques Ier, est la première des Quatre Grandes Chroniques de la Couronne d'Aragon. Il semble que la conquête de Majorque (1229) suscita sa rédaction. Jacques Ier le Conquérant est mort en 1276 alors que l'œuvre devait être pratiquement achevée peu avant. Cependant, les copies encore à disposition sont postérieures (le manuscrit en catalan le plus anciennement conservé en est de 1343, après une traduction latine de 1313).

## Particularités
Le titre indique déjà de manière significative qu'il ne s'agit pas d'une chronique mais d'un « recueil de faits ». Les études réalisées dans les années 1980 sont arrivées à la conclusion qu'il s'agit d'un livre qui n'appartient à aucun genre connu et qu'il est fortement influencé par le langage oral : il a été rédigé oralement. L'auteur (Jacques Ier) ne l'écrit pas; il le dicte. Jacques Ier était illiteratus, il ne savait pas écrire, même s'il était un homme cultivé.
« [...] I diu Mon Senyor San Jaume que la fe sense obres, morta es. Aquesta paraula va voler complir Nostre Senyor en els nostres fets[...] »
— Jacques Ier d'Aragon, El llibre dels feits.
        
« [...]Et mon Seigneur Jacques dit que la foi, sans les actes, est morte. Cette parole, Notre Seigneur a voulu la satisfaire dans nos faits. »

## Structure
Cet ouvrage raconte, sous forme autobiographique, la vie et les actes les plus importants du roi, spécialement la conquête de Majorque et de Valence. L'histoire commence à sa naissance et se termine à sa mort (de 1208 à 1276). Quelqu'un choisi par lui, a rédigé le prologue et l'épilogue; du fait de son érudition comme de sa perfection stylistique, ce prologue a dû être écrit par une personne très cultivée et une fois le roi déjà décédé.
Le conquérant a été très explicite en exprimant la finalité de ses «mémoires»:
« E per tal que los hòmens coneguessen, quan hauríem passada aquesta vida mortal, ço que nós hauríem fet [...] e per dar eximpli a tots los altres hòmens del món.. »
« C'est pour que les hommes connaissent, quand nous aurons quitté cette vie mortelle, ce que nous avons fait [...] et pour donner l'exemple à tous les autres hommes de par le monde »

## Contenu
Le contenu peut être divisé en quatre parties:
- Entre 1208 et 1228: sont exposés tout un ensemble de petits conflits qui ont eu lieu durant sa tendre enfance, alors les templiers s'occupaient de sa formation (la conception quasi miraculeuse de Jacques Ier, la mort de Pierre II à Muret et le mariage de Jacques Ier avec Aliénor de Castille entre autres).
- De 1229 à 1240: c'est la partie la plus développée du Llibre dels fets. Elle raconte la conquête de Majorque. Ce sera le premier pas en direction de la Couronne d'Aragon. Plus tard viendra la conquête de Valence. Dans le livre, on essaie de démontrer que tous ces faits n'ont pu être menés à bien par le roi que grâce à la faveur divine qui lui a été accordée.
- De 1240 à 1265: les faits exposés sont moins dynamiques. Elle raconte les conflits avec les sarrasins rebelles de Valence.
- De 1265 à 1276: on retrouve le dynamisme et les récits belliqueux, à nouveau contre les sarrasins. On y trouve la conquête de Murcie. De plus, apparaissent de nombreux épisodes de politique interne qui visent à justifier ses actes. Les derniers chapitres, qui racontent la maladie qui emporta Jacques Ier, ont été rédigés par une autre personne qui a voulu incorporer le récit de la mort du monarque à cette chronique.

## Chapitres
- Chapitre 1: Prologue
- Chapitre 2-4: Ascendants
- Chapitre 5: Légende de la conception et baptême
- Chapitre 6-7: Père et Mère
- Chapitre 8-9: Captivité de Jacques Ier et mort du roi Pierre II d'Aragon à la Bataille de Muret
- Chapitre 10: Libération de l'infant Jaume
- Chapitre 11: Assemblée ou Cortes de Lérida
- Chapitre 12-14: Séjour au château de Montsó
- Chapitre 15-16: Première révolte nobiliaire contre Jacques Ier d'Aragon
- Chapitre 17-19: Mariage avec Éléonore de Castille
- Chapitre 20-25: Seconde révolte nobiliaire contre Jacques Ier d'Aragon
- Chapitre 26-34: Troisième révolte nobiliaire contre Jacques Ier d'Aragon
- Chapitre 35-46: Guerre pour le Comté d'Urgell
- Chapitre 47-117: Conquête de Majorque
- Chapitre 118-124: Soumission de Minorque par le Traité de Capdepera
- Chapitre 125-126: Conquête d'Ibiza
- Chapitre 127-289: Conquête de Valence

## Langue et style

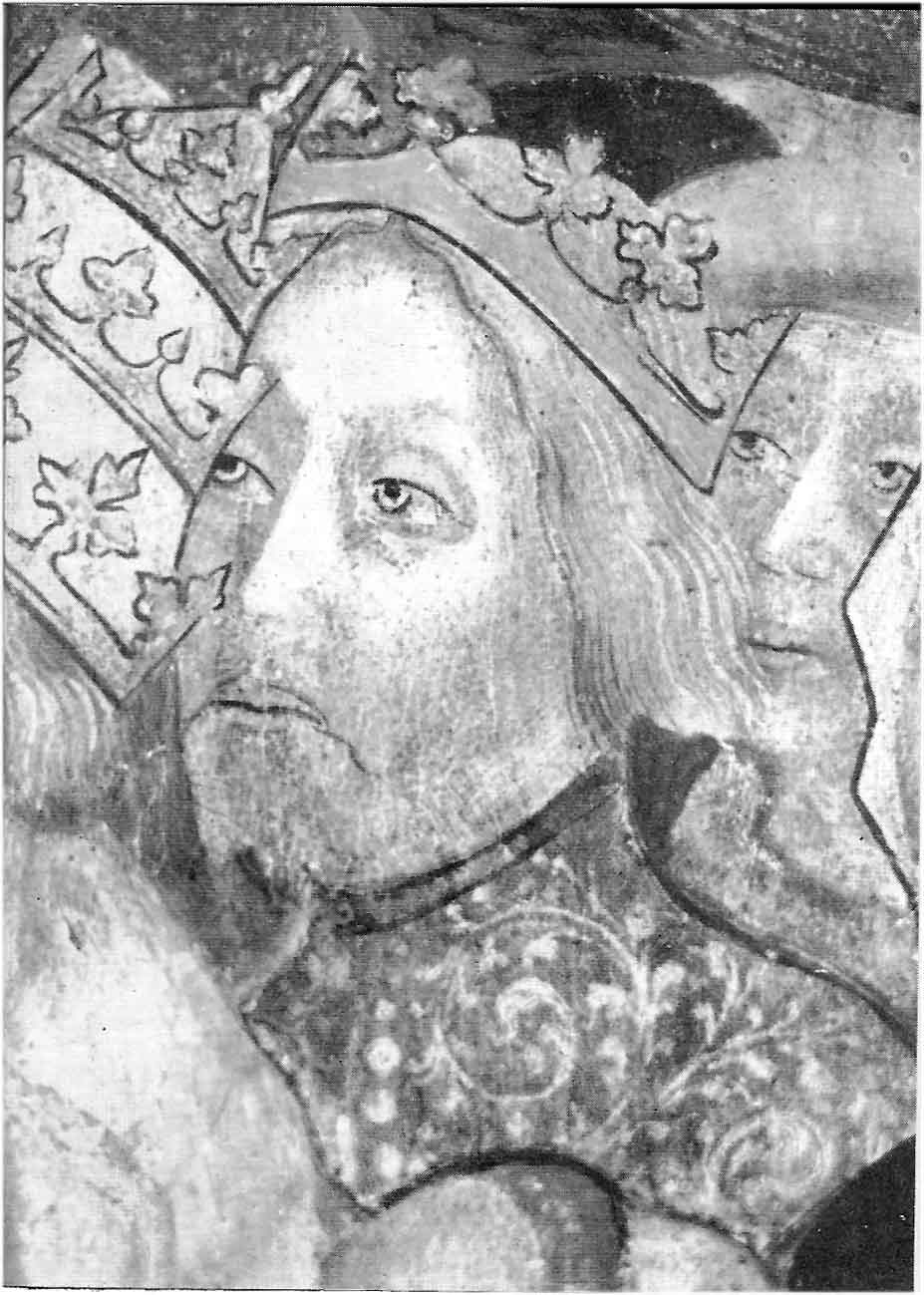
Portrait supposé de Jacques Ier

L'intention didactique et le sentiment religieux se reflètent tout au long de la chronique. Le roi, qui aime apparaître comme un héros d'épopée, ne s'attache pas qu'à l'histoire militaire et politique, mais à de nombreuses reprises, nous expose les petits faits de sa vie et les recoins les plus intimes de sa personnalité.
La langue employée est vivante et populaire (proverbes, dictons et expressions familières, utilisation de la première personne du pluriel...). Sont utilisées les langues propres de chacun des personnages: les différentes langues romanes (péninsulaires —catalan, castillan ou aragonais— ou au-delà des Pyrénées —occitan, français—) ainsi que l'arabe.

## Version des vaincus
Il faut noter qu'il existe une version musulmane contemporaine qui rapporte une partie des mêmes faits: la Tarij Mayurqa (Histoire de Majorque) de Ibn Amira.

## Éditions récentes
- Le Livre des Faits de Jaume le Conquérant, traduction d'Agnès et Robert Vinas, Perpignan, Société Agricole, scientifique et littéraire des Pyrénées-Orientales, 2007, format de 20,5 x 29,5 cm de 419 pages.
- Jaume Ier le Conquérant, Le Livre des faits, traduction d'Agnès et Robert Vinas, Paris, Le Livre de Poche, coll. « Lettres gothiques » no 35506, 2019, 541 pages  (ISBN 978-2-253-18347-1)
- (ca) Acadèmia Valenciana de la Llengua, Llibre dels Feits del rei en Jaume, Generalitat Valenciana, décembre 2011  (ISBN 9788448254926).